# 宋锡雨
宋锡雨（谚文：송석우，朝鲜汉字：宋錫雨，1983年3月1日—），是韩国著名的男子短道速滑运动员。他是2006年冬季奥林匹克运动会短道速滑比赛5000米接力冠军。

## 职业生涯
2006年都灵冬奥会中，宋锡雨获得5000米接力金牌。

## 资料来源
- 宋锡雨所获奥运奖牌(英文)（页面存档备份，存于）
- 宋锡雨-国际滑冰联盟（ISU）